# Cave-In-Rock
Cave-In-Rock és una població dels Estats Units a l'estat d'Illinois. Segons el cens del 2000 tenia 346 habitants.

## Demografia
Segons el cens del 2000, Cave-In-Rock tenia 346 habitants, 165 habitatges, i 96 famílies. La densitat de població era de 334 habitants/km².
Dels 165 habitatges en un 28,5% hi vivien nens de menys de 18 anys, en un 44,8% hi vivien parelles casades, en un 10,3% dones solteres, i en un 41,8% no eren unitats familiars. En el 41,2% dels habitatges hi vivien persones soles el 28,5% de les quals corresponia a persones de 65 anys o més que vivien soles. El nombre mitjà de persones vivint en cada habitatge era de 2,1 i el nombre mitjà de persones que vivien en cada família era de 2,82.
Per edats la població es repartia de la següent manera: un 23,4% tenia menys de 18 anys, un 7,5% entre 18 i 24, un 24,9% entre 25 i 44, un 19,4% de 45 a 60 i un 24,9% 65 anys o més.
L'edat mediana era de 40 anys. Per cada 100 dones de 18 o més anys hi havia 82,8 homes.
La renda mediana per habitatge era de 20.694 $ i la renda mediana per família de 28.393 $. Els homes tenien una renda mediana de 35.833 $ mentre que les dones 18.125 $. La renda per capita de la població era de 12.050 $. Aproximadament el 20,5% de les famílies i el 28,6% de la població estaven per davall del llindar de pobresa.

## Poblacions properes
El següent diagrama mostra les poblacions més properes.